# Hanos
Hanosul sau hanusul (Mesogobius batrachocephalus) este un pește mic marin, din familia Gobiidae, care trăiește pe fundul pietros al mării la adâncimi mai mari decât ceilalți guvizi, se acomodează uneori și în apele salmastre. Răspândit în Marea Neagră și în limanurile ei (Razelm, Siutghiol) și Marea Azov; rareori, intră și în fluvii: Bug, Nipru.